# 발트 협상

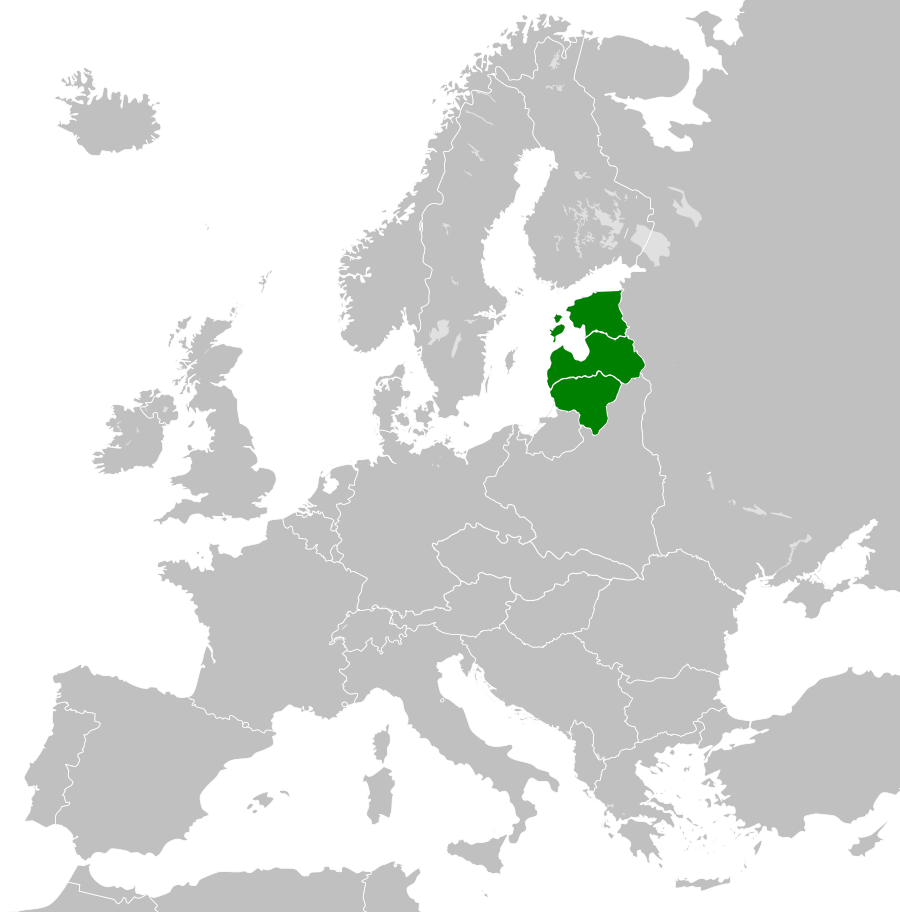
유럽 발트 협상 참가국

발트 협상은 리투아니아, 라트비아, 에스토니아 간에 1934년 9월 12일 제네바에서 서명된 우호 및 협력 조약을 기반으로 했다. 이 협정의 주요 목적은 외교 정책에서 공동 행동을 취하는 것이었다. 또한 서로를 정치적으로 지원하고 국제 교류에서 외교적 지원을 제공한다는 약속도 포함되었다. 이 노력은 궁극적으로 실패했는데, 세 나라의 연합된 힘과 중립 선언이 폴란드, 독일, 소련의 거대한 군대 앞에서 미미했기 때문이다.
1939년 8월 독소 불가침 조약에서 양국이 유럽 영토를 분할하기 위한 계획은 발트 국가들을 소련의 "영향권"으로 할당했다. 1940년 6월, 세 나라 모두 스탈린주의 소련에 침공되고 점령되었으며, 1940년 8월 공식적으로 소련에 합병되었다.

## 형성
발트 연합을 설립하려는 생각은 1914년에서 1918년 사이에 탄력을 받기 시작했으며 사람들의 독립 희망의 직접적인 결과였다. 에스토니아, 라트비아, 리투아니아를 통합하려는 개념은 고향의 폭정을 피해 서쪽으로 도피할 수밖에 없었던 수많은 난민들의 마음에서 비롯되었다. 그들은 자유를 얻고 국가를 건설하기 위한 투쟁에 힘을 모았다. 그들의 노력은 1918년 제1차 세계 대전이 끝난 후 더욱 명확해졌다.
협상국의 제1차 세계 대전 승리와 독일과 러시아의 상대적인 국제적 약화 덕분에 발트 3국은 이론적인 아이디어를 실제로 구현하고 국제 무대에서 정치적으로 자리 잡을 수 있게 되었다. 세 발트 국가는 모두 1920년에 러시아와 개별 평화 조약을 체결함으로써 독립을 확보했다. 이것은 발트 국가들 간의 외교 협력에 큰 진전이었고 각 국가가 다른 국가들로부터 주권을 인정받을 수 있게 했다. 1921년 9월 발트 국가들이 국제연맹 회원국으로 받아들여진 것은 라트비아, 에스토니아, 리투아니아의 안보가 보장되는 것처럼 보인다는 것을 의미했다.
제1차 세계 대전의 주요 결과는 유럽의 새로운 국제 질서를 결정했다. 새로운 상황에서 발트 국가들의 독립을 공고히 하는 문제는 최우선 과제였다.
그러나 연합 결성이 가능했던 것은 1934년이 되어서였다. 리투아니아는 국제 정치 전략이 라트비아 및 에스토니아의 전략과 모순되었기 때문에 이 아이디어에 계속 주저했다. 라트비아와 에스토니아가 독일과 소련을 주요 위협으로 보았던 반면, 리투아니아는 이 국가들과 동맹을 맺으려 했다. 그러나 1934년, 소련-폴란드 불가침 조약과 독일-폴란드 불가침 조약 모두 리투아니아 외교 정책의 붕괴를 초래했고 입장 변화를 강요했다.

## 목적
협상 결성의 핵심은 회원국들이 평화를 연장하고 공고히 하려는 열망이었다.
협상 결성 이유는 1934년 9월 12일에 서명된 조약의 서문에 잘 표현되어 있다: "평화 유지 및 보장에 기여하고, 국제연맹 규약 원칙의 정신에 따라 대외 정책을 조율하기로 확고히 결의한 발트 국가들은 조약을 체결하기로 결정했다."

## 조직
조직의 핵심은 발트 협상 계획이 통일된 외교 정책을 요구했기 때문에 조정 기관이었다. 이 기관의 책임은 조약 제2조에 명시되어 있다: "제1조에 명시된 목적을 위해, 체약 당사국들은 세 나라 외교 장관들의 정기 회의를 개최하기로 결정했다."

## 실패 원인
"내부적 약점"과 폴란드와의 갈등이 없었다면 발트 협상은 "상당한 실체가 될 수 있었을 것"이다.
그러나 연합의 종말로 이어진 첫 번째 사건 중 하나는 리투아니아 국경에서 폴란드 병사가 사망한 결과 발생한 1938년 폴란드-리투아니아 위기였다. 폴란드 정부는 이 사건을 이용하여 리투아니아를 폴란드와의 외교적 접촉으로 다시 강제하고 리투아니아의 빌뉴스 지역을 합병했다.
더욱이 협상은 제2차 세계 대전이 임박했음에도 불구하고 중립을 유지하는 잘못된 정책을 고수했기 때문에 실제 정치적 세력으로 실현되지 못했다.
또한, 무엇이 위협으로 간주되고 누가 상호 적이었는지에 대한 모호한 정의를 가지고 있었다. 협상 결성일로부터 협상은 무엇을 위협으로 간주하고 적이 누구인지에 대한 통일된 개념이 부족했다. 이러한 모호함은 회원국 간의 공동 목표 부족으로 이어졌고 협력이 상호 이익에 도움이 되지 않는다는 느낌을 가져왔다.
또한, 상호 안보를 구축할 능력이 부족했다. 협상이 군사 동맹이 되지 않았기 때문에 회원국들은 안보를 위해 조직에 의존할 수 없었다.
경제적 기반 부족도 또 다른 요인이었다. 세 나라는 상호 이익이 되는 경제 영역으로 통합되지 못했으며, 이는 큰 피해를 입히고 동맹을 상당히 약화시켰다. 유사한 경제 구조를 가졌음에도 불구하고, 세 나라는 협력하기보다는 경쟁해야 했다.
마지막으로, 단결감을 형성하는 데 실패했다. 국가들의 운명, 정신, 문화의 차이는 오해를 야기하는 선례를 만들었다. 발트 국가들은 공통된 역사적 정체성을 느끼지 못했기 때문에 협상은 이러한 감정을 심화시키고 더욱 분열시켰다.

## 같이 보기
- 발트 의회
- 미엥지모제
- 바르샤바 협정

## 인용 및 참고 문헌
1. ↑  Text of the treaty of Good Understanding and Co-operation. LNTSer 227; 《Estonia-Latvia-Lithuania: Treaty of Understanding and Collaboration》. 《The American Journal of International Law》. 4 supplement. 1936. 174–177쪽.
2. ↑  
Kaslas, Bronis (1976). 《The Baltic Nations — the Quest for Regional Integration and Political Liberty》. Pittston: EuramericaPress. 121쪽.
3. ↑  
Feldmanis, Inesis; Aivars Stranga (1994). 《Destiny of the Baltic Entente: 1934-1940》. Riga: Latvian Institute of International Affairs. 12쪽. ISBN 9984-9000-5-3.
4. ↑  Kaslas, The Baltic Nations, p. 176.
5. 1 2  Kaslas, The Baltic Nations, p. 177.
6. ↑  Kaslas, The Baltic Nations, p. 178.
7. ↑  Feldmanis, Destiny of the Baltic Entente, p. 32.
8. ↑  Feldmanis, Destiny of the Baltic Entente, p. 98.
9. ↑  Pistohlkors, G. von. (1987). 《Regionalism as a concept of Baltic historiography》. 《Journal of Baltic Studies》 2. 126–127쪽.
10. ↑  Rebas, H. (1988). 《Baltic Regionalism?》. 《Journal of Baltic Studies》 19. 101–104쪽. doi:10.1080/01629778800000021.

## 추가 자료
- Purlys, Vidmantas; Vilkelis, Gintautas (September 1995). 《Cooperation Between the Baltic States: A Lithuanian View》. 《NATO Review》 5. 27–31쪽. 2021년 2월 24일에 원본 문서에서 보존된 문서. 2005년 11월 13일에 확인함.
- Łossowski, Piotr; Bronius Makauskas (2005). 《Kraje bałtyckie w latach przełomu 1934-1944》 (폴란드어). Scientific Editor Andrzej Koryna. Warszawa: Instytut Historii PAN; Fundacja Pogranicze. ISBN 83-88909-42-8.